# Alois Kříž (novinář)
Alois Kříž (26. února 1911, Hamburk–Altona–Ottensen – 26. března 1947, Pankrácká věznice) byl český novinář a rozhlasový pracovník, za války kolaborující s nacistickým režimem.

## Život
Narodil se českým rodičům, kteří před první světovou válkou žili převážně v Německu. Aloisův otec musel narukovat do rakousko-uherské armády a matka se dvěma dětmi se přestěhovala do Ledvic, kde Alois navštěvoval obecnou školu. Osmiletou reálku studoval v Duchcově a poslední ročník absolvoval v Praze-Bubenči. V roce 1929 zahájil studia na právnické fakultě Karlovy univerzity, složil dvě státní zkoušky, studia však nedokončil.
Pocházel z velmi chudých majetkových poměrů, otec byl válečný invalida, Alois si v době studií přivydělával kondicemi, v době prázdnin manuálně pracoval na stavbě železnice, česal chmel, pracoval v dolech.
V roce 1931 se stal státním úředníkem a jako elév nastoupil do účtárny. Potřeba zabezpečit rodinu (v roce 1935 se oženil) jej přivedla do sportovní redakce Poledního listu z koncernu Jiřího Stříbrného.
V období Protektorátu Čechy a Morava působil jako politický a programový referent a komentátor v protektorátním rozhlase, byl též členem hnutí Vlajka. Roku 1944 se stal šéfredaktorem rozhlasu. Během květnového povstání v roce 1945 se zúčastnil bojů o rozhlas na německé straně. Po skončení války byl obviněn z kolaborace, v roce 1947 byl postaven před Národní soud, jímž byl, společně s aktivistickými novináři Rudolfem Novákem a Antonínem Kožíškem 26. března 1947 odsouzen k smrti provazem. Popraven byl téhož dne. Jeho poslední slova pod šibenicí pankrácké věznice zněla: „Ať žije národ, ať zhyne bolševismus!“

## Dílo
- Krev za novou Evropu [nákladem vlastním] : Orbis [distributor], 1940
- Co víte o Židech? / Podle stejnojmenného cyklu politických přednášek Českého rozhlasu Praha, Orbis, 1941
- Co víte o Židech?: Český rozhlas k židovské otázce: soubor přednášek stejnojmenného cyklu v rámci duchovního boje proti židovskému vlivu na českého člověka. V Brně: Guidemedia, 2015. 112 stran. Retro; 8. ISBN 978-80-88021-04-9.